# قطعنامه ۱۲۰۲ شورای امنیت
قطعنامه ۱۲۰۲ شورای امنیت سازمان ملل متحد که در تاریخ ۱۵ اکتبر ۱۹۹۸ تصویب شد، سندی بین‌المللی دربارهٔ بررسی وضعیت در آنگولا است. این قطعنامه طی نشست ۳۹۳۶ام با ۱۵ رای موافق، ۰ مخالف و ۰ ممتنع تصویب شد.